# دیا چوپرا
دیا چوپرا (انگلیسی: Deeya Chopra؛ زادهٔ ۹ دسامبر ۱۹۸۵) هنرپیشه و مجری تلویزیونی اهل هند است. دیا خواهر رشنی چوپرا است.